# Eric S. Raymond
Eric Steven Raymond (sinh ngày 4 tháng 12 năm 1957), thường được gọi là ESR, là một nhà phát triển phần mềm người Mỹ, tác giả của bài tiểu luận được trích dẫn rộng rãi  năm 1997 và sách 1999 The Cathedral and the Bazaar The Cathedral and the Bazaar và các tác phẩm khác, và người ủng hộ phần mềm mã nguồn mở. Ông đã viết một cuốn sách hướng dẫn cho trò chơi Roguelike NetHack.. Vào những năm 1990, ông đã chỉnh sửa và cập nhật Tệp Jargon, hiện đang được in dưới dạng The New Hacker's Dictionary.

## Thời trẻ
Raymond sinh ra ở Boston, Massachusetts, vào năm 1957 và sống ở Venezuela khi còn nhỏ. Gia đình cậu chuyển đến Pennsylvania năm 1971.Pennsylvania năm 1971. Cậu bị bại não từ khi sinh ra; tình trạng thể chất suy yếu của anh ấy đã thúc đẩy anh ấy đi vào ngành máy tính.

## Sự nghiệp
Raymond bắt đầu sự nghiệp lập trình bằng văn bản phần mềm độc quyền, từ năm 1980 đến năm 1985. Năm 1990, lưu ý rằng Tệp Jargon đã không được duy trì kể từ khoảng năm 1983, ông đã chấp nhận nó; ông hiện đang có phiên bản thứ ba in. Paul Dourish duy trì một phiên bản gốc được lưu trữ của Tệp Jargon, bởi vì, theo ông, các bản cập nhật của Raymond "về cơ bản đã phá hủy những gì giữ nó lại với nhau." 